# Jared Jeffries
Jared Scott Carter Jeffries (Bloomington, 25 novembre 1981) è un ex cestista statunitense, professionista nella NBA.

## Carriera
È stato selezionato dai Washington Wizards al primo giro del Draft NBA 2002 (11ª scelta assoluta).

## Palmarès
- McDonald's All-American Game (2000)
- NCAA AP All-America Second Team (2002)